# Warenbegleitpapier
Warenbegleitpapiere (englisch shipping documents) sind in der Logistik sämtliche Dokumente, die aufgrund der Lieferbedingungen beim Transport zum Frachtgut gehören. 

## Allgemeines
Warenbegleitpapiere sind Bestandteil einer Warensendung. Sie begleiten die versandte Ware während ihres Transports und ermöglichen dem Empfänger oder Dritten bestimmte Nachweise, die sich auf die Ware, ihre Quantität, Qualität, Herkunft und den Gütertransport beziehen. Beim Warenversand im Inland werden im Regelfall weniger Warenbegleitpapiere benötigt als im Außenhandel. Sie werden vom Ablader, Absender, Befrachter, Exporteur oder Verkäufer ausgestellt und zusammen mit der Ware dem Frachtführer übergeben. 

## Arten
Allgemeine, vom Hersteller oder Händler stammende Warenbegleitpapiere sind Lieferschein (englisch delivery note), Packliste (englisch packing list) und Rechnung (Handelsrechnung; englisch commercial invoice); von der Post stammt die Paketkarte. Der Lieferschein enthält die Identifikation der Ware, einen etwaigen Eigentumsvorbehalt sowie Hinweise auf die AGB des Verkäufers. Die Rechnung definiert den Eigentumsübergang der Ware unter bestimmten Voraussetzungen wie der Zahlung oder dem Erlöschen des Eigentumsvorbehalts. 
Hersteller oder Händler müssen jedoch oft noch weitere Dokumente von Dritten beibringen. Beim Versand durch Transportunternehmen kommen im Güterverkehr zusätzliche Warenbegleitpapiere zum Einsatz:
- Der Frachtbrief nach § 408 HGB beinhaltet alle Daten des Frachtvorgangs (Frankatur) und wird vom Absender und gegebenenfalls vom Frachtführer unterzeichnet. Als Frachtführer kommen Spediteure (Übernahmebestätigung), Eisenbahn (Eisenbahnfrachtbrief), Schiffe (Verfrachter) und Fluggesellschaften (Luftfrachtbrief) zum Einsatz. Als Ersatz für den Frachtbrief gibt es den Bordero.
- Frachtführer können auch Ladelisten erstellen.
- In der Binnenschifffahrt wird nach § 443 HGB ein Ladeschein ausgestellt, die Seeschifffahrt kennt neben dem Konnossement auch den Seefrachtbrief (§ 526 Abs. 1 HGB).
- Die Abladebestätigung ist die schriftliche Bestätigung der Übernahme des Frachtguts durch den Frachtführer.
- Nachweis einer Transportversicherung durch Transportversicherungspolicen.

Diese Dokumente beweisen dem Käufer das Zustandekommen eines Kaufvertrags, die Echtheit der Ware und den einwandfreien Transport.
Im Außenhandel sind nach internationalem Handelsbrauch weitere Warenbegleitpapiere erforderlich, die überwiegend bei der Außenhandelsfinanzierung benötigt werden:
- In manchen Staaten ist eine Konsulatsfaktura (englisch consular invoice) beim Import vorzulegen.
- In der Seeschifffahrt wird ein Konnossement (englisch bill of lading) gemäß § 514 HGB ausgestellt.
- Ursprungszeugnis (englisch certificate of origin),
- Gesundheitszeugnis (englisch health certificate),
- etwaige Beglaubigungen (Apostillen) dieser Dokumente: einige Staaten – vor allem im Nahen und Mittleren Osten – verlangen oft vor der konsularischen Legalisierung eine Endbeglaubigung durch das Bundesverwaltungsamt, das eine Vorbeglaubigung durch die zuständige Handelskammer voraussetzt.[3]
- Das „Intra-EG-Warenbegleitpapier“ ist beim Export von Waffen, Munition und Rüstungsmaterial erforderlich.

Als Nachschlagewerk für ausländische Bestimmungen zu Warenbegleitpapieren dienen die Konsulats- und Mustervorschriften.
Reine Zollpapiere sind:
- Ausfuhrgenehmigung/Einfuhrgenehmigung,
- Carnet ATA, Carnet TIR, Carnet CPD.

Sie müssen bei der Zollabfertigung vorgelegt werden.

## Bedeutung
Warenbegleitpapiere spielen weniger beim Präsenzhandel eine Rolle, da Ware und Geld unmittelbar vom Verkäufer und Käufer übergeben werden. Ihre Bedeutung beginnt erst beim Versandhandel, weil bei der Lieferung zwischen Verkäufer und Käufer eine zeitliche und räumliche Distanz liegt, durch die der Käufer Informationslücken unterworfen ist. Warenbegleitpapiere sollen diese Informationslücken schließen. Dabei sind Ladeschein und Konnossement sogar gekorene Orderpapiere, die als Traditionspapiere die Ware repräsentieren. Eigentümer der Ware ist der durch Indossament legitimierte Inhaber des Orderpapiers. Diese Funktion ist insbesondere beim Dokumenteninkasso und Akkreditiv sowie bei der Außenhandelsfinanzierung von Bedeutung. Zudem ist ein Teil der Warenbegleitpapiere bei der Einfuhrbewilligung vorzulegen.